# NGC 2007
NGC 2007 ist eine Balken-Spiralgalaxie mit ausgedehnten Sternentstehungsgebieten vom Hubble-Typ SBc im Sternbild Maler am Südsternhimmel. Sie ist schätzungsweise 193 Millionen Lichtjahre von der Milchstraße entfernt und hat einen Durchmesser von etwa 100.000 Lichtjahren. Gemeinsam mit NGC 2008 bildet sie ein optisches Galaxienpaar.
Das Objekt wurde am 27. Dezember 1834 von dem britischen Astronomen John Herschel entdeckt.